# Bulbophyllum anceps
Bulbophyllum anceps är en orkidéart som beskrevs av Robert Allen Rolfe. Bulbophyllum anceps ingår i släktet Bulbophyllum och familjen orkidéer. Inga underarter finns listade i Catalogue of Life.